# Buffalo Soapstone
Buffalo Soapstone és una concentració de població designada pel cens dels Estats Units a l'estat d'Alaska. Segons el cens del 2000 tenia 699 habitants.

## Demografia
Segons el cens del 2000, Buffalo Soapstone tenia 800 habitants, 400 habitatges, i 250 famílies La densitat de població era de 12 habitants/km².
Dels 400 habitatges en un 45,9% hi vivien nens de menys de 18 anys, en un 57,9% hi vivien parelles casades, en un 6,4% dones solteres, i en un 26,2% no eren unitats familiars. En el 19,3% dels habitatges hi vivien persones soles l'1,7% de les quals corresponia a persones de 65 anys o més que vivien soles. El nombre mitjà de persones vivint en cada habitatge era de 2 i el nombre mitjà de persones que vivien en cada família era de 3,2.
Per edats la població es repartia de la següent manera: un 33,8% tenia menys de 18 anys, un 7,9% entre 18 i 24, un 33,8% entre 25 i 44, un 21,7% de 45 a 60 i un 2,9% 65 anys o més.
L'edat mediana era de 33 anys. Per cada 100 dones hi havia 117,8 homes. Per cada 100 dones de 18 o més anys hi havia 122,6 homes.
La renda mediana per habitatge era de 41.265 $ i la renda mediana per família de 40.678,09 $. Els homes tenien una renda mediana de 45.208 $ mentre que les dones 26.167 $. La renda per capita de la població era de 18.021 $. Aproximadament el 22,8% de les famílies i el 22,2% de la població estaven per davall del llindar de pobresa.

## Poblacions més properes
El següent diagrama mostra les poblacions més properes.